# 1753 Mieke
1753 Mieke (1934 JM) là một tiểu hành tinh vành đai chính được phát hiện ngày 10 tháng 5 năm 1934 bởi H. van Gent ở Johannesburg.